# Maria von Sachsen (1796–1865)

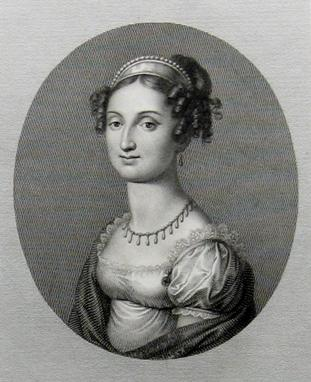
Maria von Sachsen, Großherzogin von Toskana,
Stich von Raffaello Sanzio Morghen nach einem Gemälde von Vincenzo Gozzini

Maria Ferdinanda Amalia Xaveria Theresia Josepha Anna Nepomucena Aloysia Johanna Vincentia Ignatia Dominica Franziska de Paula Franziska de Chantal von Sachsen (* 27. April 1796 in Dresden; † 3. Januar 1865 in Schloss Brandeis) war eine Prinzessin aus der albertinischen Linie der Wettiner und durch Heirat Großherzogin der Toskana.

## Leben
Maria war die zweite Tochter des Prinzen Maximilian von Sachsen (1759–1838) aus dessen Ehe mit Caroline (1770–1804), Tochter des Herzogs Ferdinand von Parma, Piacenza und Guastalla. Sie war die ältere Schwester der sächsischen Könige Friedrich August II. und Johann.
Prinzessin Maria heiratete am 6. Mai 1821 in Florenz Großherzog Ferdinand III. von Toskana (1769–1824). Der 27 Jahre ältere Witwer hatte sich zu dieser an seinem 52. Geburtstag erfolgten Vermählung deshalb entschlossen, weil sein Sohn und Nachfolger, Leopold II., in dessen nun mehr als drei Jahre währender Ehe mit Marias jüngerer Schwester Maria Anna noch immer keinen Sohn gezeugt hatte und außerdem als kränklich galt. Marias Hochzeit mit Ferdinand III. machte sie somit zur Schwiegermutter ihrer eigenen Schwester Maria Anna und zur Stiefmutter Leopolds II., der ein enger Freund ihres Bruders Johann wurde. Die Ehe Marias blieb kinderlos und ihr Mann starb bereits nach drei Jahren Ehe am 18. Juni 1824, womit ihre Schwester ihr als Großherzogin der Toskana folgte.
Auch nachdem Maria Witwe geworden war, hielt sie sich weiterhin am toskanischen Hof in Florenz auf. Im Jahr 1859 verlor die großherzogliche Familie während des Risorgimento den Thron in Toskana und begab sich ins Exil. Maria lebte von da an zum Teil in Schlackenwerth in Böhmen, fast ausschließlich aber in Dresden als Gast ihres Bruders Johann und der Königinwitwe Maria Anna. Ein besonders enges Verhältnis hatte sie zu ihrer Schwester Amalia. Maria war Trägerin des Sternkreuzordens sowie des Königlichen Marien-Louisen-Ordens. Sie starb auf Schloss Brandeis im heutigen Brandýs nad Labem-Stará Boleslav, welches zum Privatbesitz der Familie Österreich-Toskana gehörte, und wurde in der Ferdinandsgruft der Kapuzinergruft in Wien bestattet. Ihr Herz wurde getrennt bestattet und befindet sich in der Herzgruft der Habsburger in der Loretokapelle der Wiener Augustinerkirche.

## Vorfahren
| Ahnentafel von Maria von Sachsen | Ahnentafel von Maria von Sachsen                                                                 | Ahnentafel von Maria von Sachsen                                                                 | Ahnentafel von Maria von Sachsen                                                                 | Ahnentafel von Maria von Sachsen                                                                 | Ahnentafel von Maria von Sachsen                                                          | Ahnentafel von Maria von Sachsen                                                          | Ahnentafel von Maria von Sachsen                                                                           | Ahnentafel von Maria von Sachsen                                                                 |
| -------------------------------- | ------------------------------------------------------------------------------------------------ | ------------------------------------------------------------------------------------------------ | ------------------------------------------------------------------------------------------------ | ------------------------------------------------------------------------------------------------ | ----------------------------------------------------------------------------------------- | ----------------------------------------------------------------------------------------- | --- | ------------------------------------------------------------------------------------------------ |
| Ururgroßeltern                   | König August II. (1670–1733) ⚭ 1693 Christiane Eberhardine von Brandenburg-Bayreuth (1671–1727)  | Kaiser Joseph I. (1678–1711) ⚭ 1699 Wilhelmine Amalie von Braunschweig-Lüneburg (1673–1742)      | Kurfürst Maximilian II. Emanuel (1662–1726) ⚭ 1695 Therese Kunigunde von Polen (1676–1730)       | Kaiser Joseph I. (1678–1711) ⚭ 1699 Wilhelmine Amalie von Braunschweig-Lüneburg (1673–1742)      | König Philipp V. (1683–1746) ⚭ 1714 Elisabetta Farnese (1692–1766)                        | König Ludwig XV. (1710–1774) ⚭ 1725 Maria Leszczyńska (1703–1768)                         | Herzog Leopold Joseph von Lothringen (1679–1729) ⚭ 1698 Élisabeth Charlotte de Bourbon-Orléans (1676–1744) | Kaiser Karl VI. (1685–1740) ⚭ 1708 Elisabeth Christine von Braunschweig-Wolfenbüttel (1691–1750) |
| Urgroßeltern                     | König August III. (1696–1763) ⚭ 1719 Maria Josepha von Österreich (1699–1757)                    | König August III. (1696–1763) ⚭ 1719 Maria Josepha von Österreich (1699–1757)                    | Kaiser Karl VII. (1697–1745) ⚭ 1722 Maria Amalia von Österreich (1701–1756)                      | Kaiser Karl VII. (1697–1745) ⚭ 1722 Maria Amalia von Österreich (1701–1756)                      | Herzog Philipp von Parma (1720–1765) ⚭ 1738 Marie Louise Élisabeth de Bourbon (1727–1759) | Herzog Philipp von Parma (1720–1765) ⚭ 1738 Marie Louise Élisabeth de Bourbon (1727–1759) | Kaiser Franz I. Stephan (1708–1765) ⚭ 1736 Maria Theresia (1717–1780)                                      | Kaiser Franz I. Stephan (1708–1765) ⚭ 1736 Maria Theresia (1717–1780)                            |
| Großeltern                       | Kurfürst Friedrich Christian von Sachsen (1722–1763) ⚭ 1747 Maria Antonia von Bayern (1724–1780) | Kurfürst Friedrich Christian von Sachsen (1722–1763) ⚭ 1747 Maria Antonia von Bayern (1724–1780) | Kurfürst Friedrich Christian von Sachsen (1722–1763) ⚭ 1747 Maria Antonia von Bayern (1724–1780) | Kurfürst Friedrich Christian von Sachsen (1722–1763) ⚭ 1747 Maria Antonia von Bayern (1724–1780) | Herzog Ferdinand von Bourbon (1751–1802) ⚭ 1769 Maria Amalia von Österreich (1746–1804)   | Herzog Ferdinand von Bourbon (1751–1802) ⚭ 1769 Maria Amalia von Österreich (1746–1804)   | Herzog Ferdinand von Bourbon (1751–1802) ⚭ 1769 Maria Amalia von Österreich (1746–1804)                    | Herzog Ferdinand von Bourbon (1751–1802) ⚭ 1769 Maria Amalia von Österreich (1746–1804)          |
| Eltern                           | Maximilian von Sachsen (1759–1838) ⚭ 1792 Caroline von Bourbon-Parma (1770–1804)                 | Maximilian von Sachsen (1759–1838) ⚭ 1792 Caroline von Bourbon-Parma (1770–1804)                 | Maximilian von Sachsen (1759–1838) ⚭ 1792 Caroline von Bourbon-Parma (1770–1804)                 | Maximilian von Sachsen (1759–1838) ⚭ 1792 Caroline von Bourbon-Parma (1770–1804)                 | Maximilian von Sachsen (1759–1838) ⚭ 1792 Caroline von Bourbon-Parma (1770–1804)          | Maximilian von Sachsen (1759–1838) ⚭ 1792 Caroline von Bourbon-Parma (1770–1804)          | Maximilian von Sachsen (1759–1838) ⚭ 1792 Caroline von Bourbon-Parma (1770–1804)                           | Maximilian von Sachsen (1759–1838) ⚭ 1792 Caroline von Bourbon-Parma (1770–1804)                 |
| Maria von Sachsen                |                                                                                                  |                                                                                                  |                                                                                                  |                                                                                                  |                                                                                           |                                                                                           | |                                                                                                  |